# Đầm Môn
Bán đảo Đầm Môn nằm trong vịnh Vân Phong, thuộc xã Vạn Thạnh, huyện Vạn Ninh, tỉnh Khánh Hòa, cách thành phố Nha Trang khoảng 104 km theo Quốc lộ 1 về phía Bắc (cách 45 km theo đường biển). Bán đảo có tất cả ba thôn: Đầm Môn Hạ, Đầm Môn Thượng và Xuân Đừng.

## Tổng thể
Nằm trong khu vực bán đảo Hòn Gốm, bán đảo Đầm Môn có diện tích tự nhiên 128 km², bán đảo có khoảng 20 đảo lớn nhỏ và có rừng nguyên sinh. Đầm Môn chiếm diện tích mặt nước khoảng dưới 1.000ha so với 80.000ha mặt nước của toàn vịnh và được che chắn bởi bán đảo Hòn Gốm và Hòn Lớn, nên khá lặng gió. Gần như chỉ tại đây là có mặt bằng thuận lợi là một bãi cát phẳng dài khoảng 2 km có thể xây dựng hạ tầng của cảng, phần còn lại sát mặt biển là núi và đá.
Các đảo đó là: 
- Đảo Hòn Ông
- Bãi Ông Cố
- Bãi Hòn Me
- Bãi Xuân Đừng
- Đảo Hòn Lớn
- Đảo Hòn Đỏ
- Đảo Hòn Săng

## Du lịch
Đầm Môn là một trong những điểm du lịch mà Tổ chức Du lịch thế giới đã tiến hành khảo sát và đánh giá rất cao. Ở đây có đầy đủ mọi điều kiện tự nhiên tối ưu cho sự phát triển du lịch sinh thái: khí hậu, bờ biển, rừng núi, cảnh quan, môi trường sinh thái, cảng biển, nguồn cung cấp hải sản. Các điểm tham quan du lịch mà khách có thể tham quan và nghỉ dưỡng bao gồm:
- Làng Đầm Môn: Con đường dẫn đến làng Đầm Môn kéo dài 18,5 km được hoàn thành vào tháng 6 năm 2002 dưới chân đèo Cổ Mã chạy suốt đến Đầm Môn. Khu vực này chìm trong cát, dân cư thưa thớt.
- Đầm Môn Thượng: Nơi có khu vực đồi cát cao, nơi có thể ngắm biển ở phía xa.
- Làng Xuân Đừng: Nơi có dân tộc ít người là Đàng Hạ sinh sống. Nơi đây có bãi tắm khá sạch và đẹp là bãi tắm Xuân Đừng. Nơi đây là khu vực duy nhất ngay cạnh bờ biển có nước ngọt.
- Đảo: Đầm Môn có tất cả 20 đảo lớn nhỏ, trên đảo là những khu rừng nguyên sinh. Sau vùng núi, du khách bắt đầu thám hiểm dưới nước. Đầm Môn là khu vực có hệ sinh thái san hô phát triển khá điển hình của Việt Nam. Tại đây có dịch vụ lặn biển nhìn ngắm các rặng san hô, tắm biển, đi thuyền ra vịnh Vân Phong,... Các đảo này là điểm tham quan hấp dẫn, phong cảnh hoang sơ. Dịch vụ du lịch nơi đây còn hoang sơ và cơ sở vật chất yếu kém. Các bãi tắm ở đây có thể kể đến như: bãi tắm Ông Hảo, bãi tắm Xuân Đừng, bãi Me,bãi Ông Cố

## Nghề nuôi cá
Ngoài việc nghề đánh bắt cá phát triển, Đầm Môn còn là nơi phát triển nghề đánh bắt và nuôi trồng thủy hải sản. Nổi tiếng nhất vùng này, người ta thường nuôi tôm hùm, cá bóp, hào, v..v..